# Strada Statale 3 bis Tiberina
Die Strada statale 3 bis Tiberina (Abkürzung: SS 3 bis) ist eine vierspurige italienische Staatsstraße in  den italienischen Regionen Emilia-Romagna, Umbrien und in der Toskana. Sie verbindet die Städte Ravenna und Terni und hat eine Länge von ca. 250 km. Betrieben wird sie von der ANAS S.p.A., außerdem ist sie Bestandteil der Europastraßen E45 und E55.